# 神鷲
神鷲（condor）又称大禿鷲、神鵰，是對安地斯神鷲（Vultur gryphus）與加州神鷲（Gymnogyps californianus）這兩種新大陆鹫的统稱。他們是西半球最大的陸生鳥類。
- 安地斯神鷲生存於安地斯山脈。

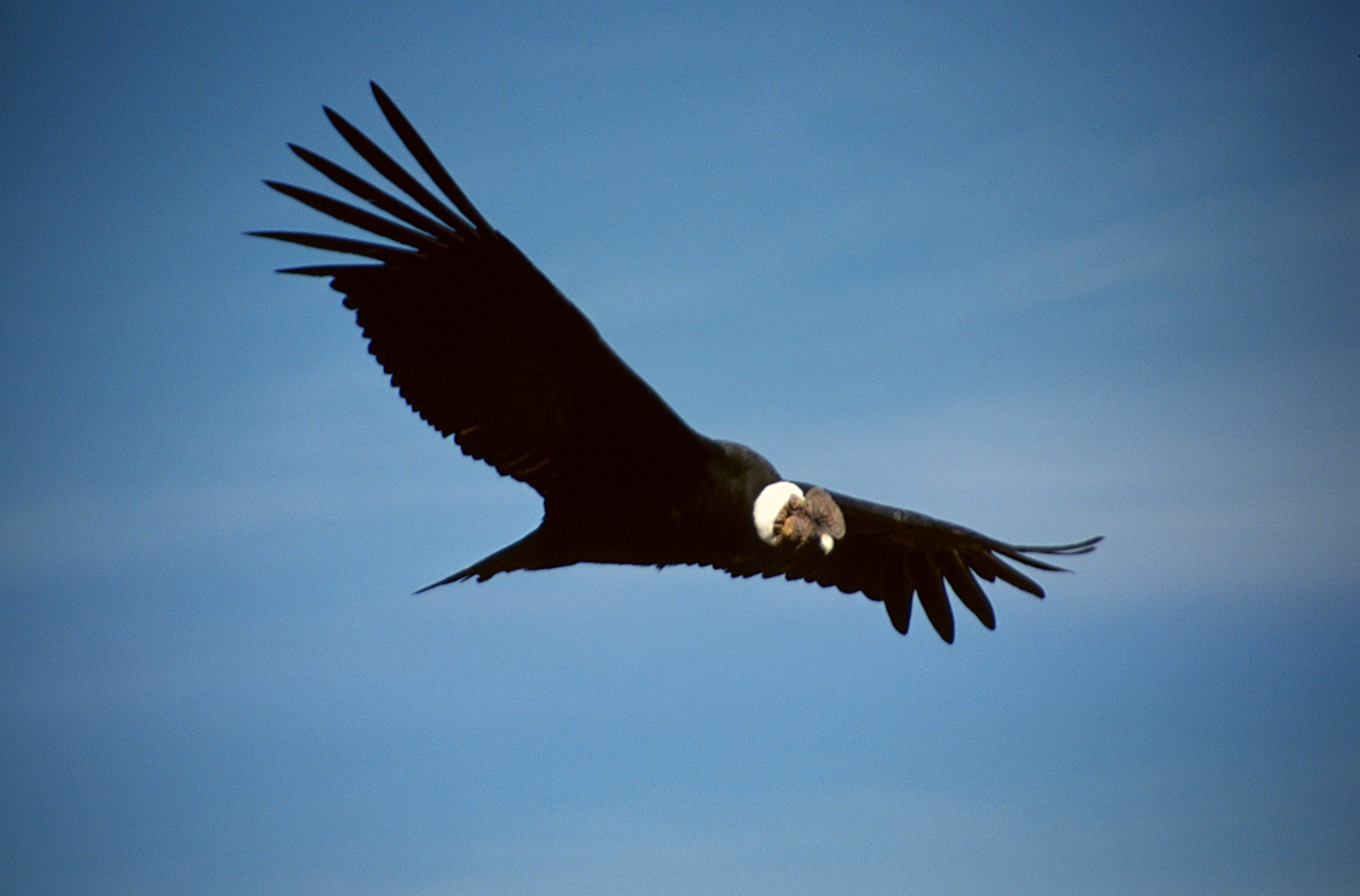
安地斯大禿鷲。

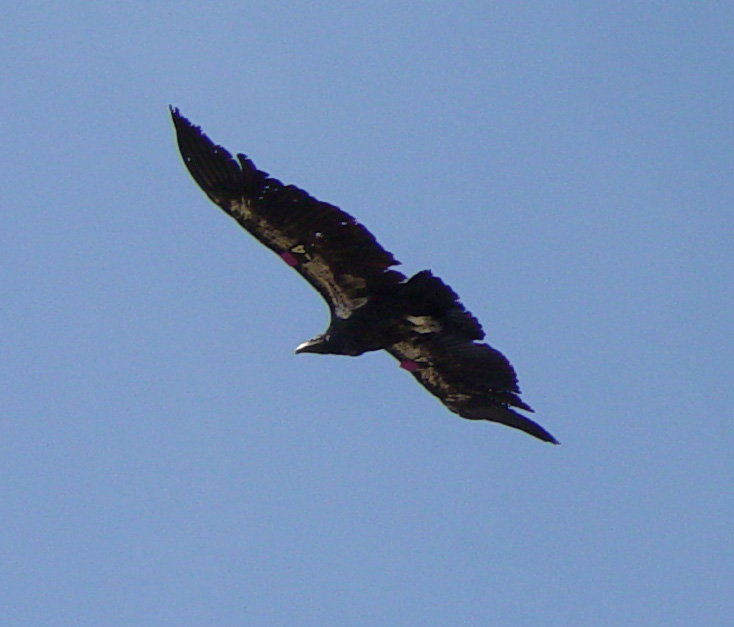
加州大禿鷲。

- 加州神鷲目前僅存於美國和墨西哥西部海岸山脈與美國亞利桑那州北部的沙漠山區。